# Amtsgericht Vechelde

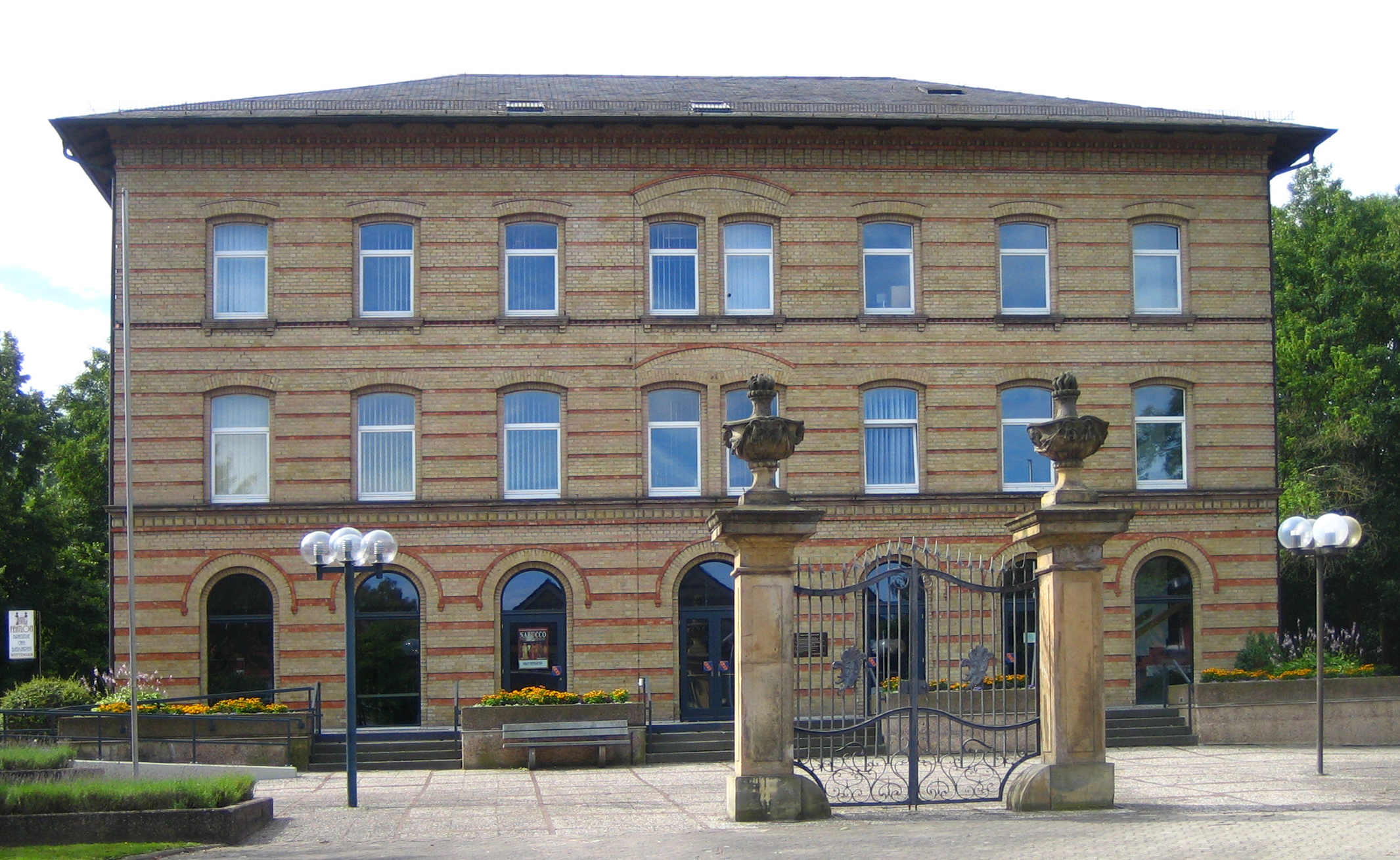
Ehemaliges Amtsgerichtsgebäude Vechelde, heute Bürgerzentrum

Das Amtsgericht Vechelde war ein deutsches Amtsgericht mit Sitz in Vechelde.

## Geschichte

### Von der Märzrevolution bis zu den Reichsjustizgesetzen
Im Herzogtum Braunschweig waren die Ämter gleichzeitig Verwaltungsbehörde als auch Eingangsgericht. In Vechelde bestand das Amt Vechelde. Im Rahmen der Märzrevolution wurde 1848 auch die Trennung der Rechtsprechung von der Verwaltung gefordert. Diese wurde mit dem Gesetz, die Gerichtsverfassung betreffend vom 21. August 1849 umgesetzt. Die Kreise waren nun reine Verwaltungsorgane, die Gerichtsfunktion wurde zum 1. Juli 1850 speziellen Gerichten übertragen. An der Spitze stand das Obergericht Braunschweig, darunter bestand ein Kreisgericht in jedem Kreis und die Eingangsgerichte wurden als Stadt- bzw. Amtsgericht bezeichnet. Für den Landkreis Braunschweig entstand so das Kreisgericht Braunschweig und darunter das Amtsgericht Vechelde als eines von 22 Amtsgerichten des Herzogtums. Der Sprengel des Amtsgerichts umfasste 1863 33 Dörfer mit 12.650 Einwohnern.

### Ab 1879
Im Rahmen der Reichsjustizgesetze wurden reichsweit einheitlich Oberlandes-, Land- und Amtsgerichte gebildet. Im Herzogtum Braunschweig entstand so das Oberlandesgericht Braunschweig und die Landgerichte Braunschweig und Holzminden. Das Amtsgericht Vechelde blieb bestehen und war nun eines der 16 Amtsgerichte, die dem Landgericht Braunschweig zugeordnet waren. Am Gericht bestanden 1880 zwei Richterstellen. Das Amtsgericht war damit ein mittelgroßes Amtsgericht im Landgerichtsbezirk. Es wurden 14.076 Gerichteingesessene gezählt.
Im Jahre 1971 wurde das Amtsgericht Vechelde aufgehoben und sein Sprengel dem Amtsgericht Achim zugeteilt.

## Amtsgerichtsgebäude
Das Amtsgerichtsgebäude (Schäferstraße 2) steht unter Denkmalschutz.